# Rituparno Ghosh
Rituparno Ghosh (bengalski: ঋতুপর্ণ ঘোষ Ritupôrno Ghosh, ur. 31 sierpnia 1963 w Kalkucie, zm. 30 maja 2013 tamże) – indyjski reżyser z Bengalu, którego filmy cieszyły się dużym uznaniem krytyków w Indiach i za granicą (m.in. na festiwalu w Berlinie i w Karlowych Warach). 4 nagrody (Shubho Mahurat – 2003, Asukh – 1999, Bariwali – 1999, Titli – 2002), 4 nominacje (za: Dahan – 1997, Chokher Bali – 2003, Antarmahal: Views of the Inner Chamber – 2005, Miłosne kłamstwa).

## Filmografia
- Hirer Angti (The Diamond Ring) (1992)
- Unishe April (19th April) (1994)
- Dahan (Crossfire) (1997)
- Bariwali (The Lady of the House) (1999)
- Asukh (Malaise) (1999)
- Utsab (The Festival) (2000)
- Titli (The First Monsoon Day) (2002)
- Shubho Mahurat (2003)
- Chokher Bali (A Passion Play) (2003)
- Miłosne kłamstwa (Raincoat, 2004)
- Antarmahal (2005)
- Dosar (2006)
- Sunglass (2007)
- The Last Lear (2007)
- Sahib Biwi Aur Ghulam (2007)
- Khela (2007)